# Tacuhiko Seta
Tacuhiko Seta (* 15. leden 1952) je bývalý japonský fotbalista.

## Klubová kariéra
Hrával za Hitachi.

## Reprezentační kariéra
Tacuhiko Seta odehrál za japonský národní tým v letech 1973-1980 celkem 25 reprezentačních utkání.

## Statistiky
| Japonsko | Japonsko | Japonsko |
| Roky     | Záp.     | Góly     |
| -------- | -------- | -------- |
| 1973     | 2        | 0        |
| 1974     | 3        | 0        |
| 1975     | 5        | 0        |
| 1976     | 14       | 0        |
| 1977     | 0        | 0        |
| 1978     | 0        | 0        |
| 1979     | 0        | 0        |
| 1980     | 1        | 0        |
| Celkem   | 25       | 0        |